# 印度音乐

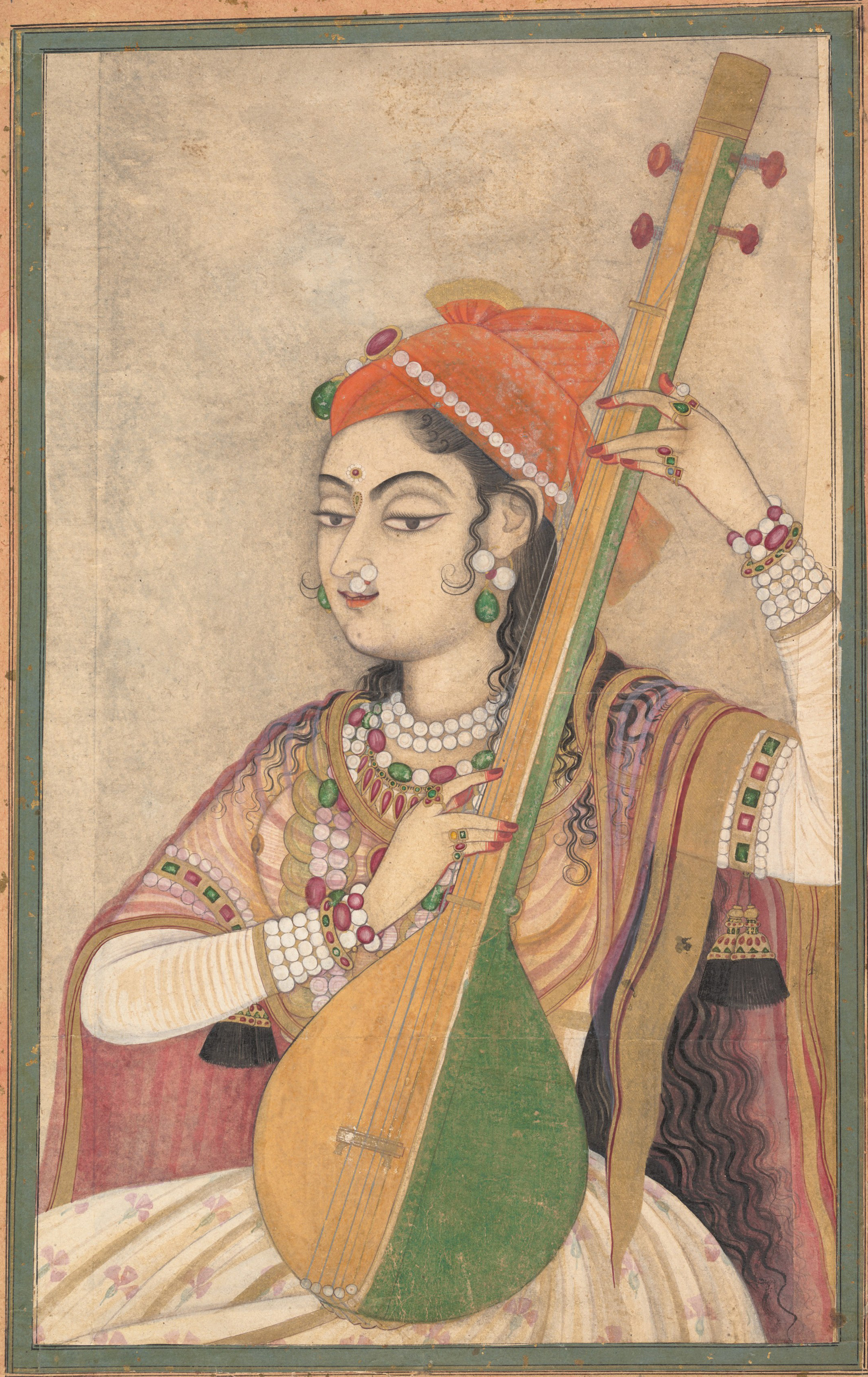
彈奏坦布拉(Tanpura)的女士(1735年)

印度音乐泛指印度半岛的音乐，包括北印度古典音樂（音譯為印度斯坦音樂，或興都斯坦音樂，Hindustani classical music)、南印度古典音樂（音譯為卡納提克音樂，Carnatic classical music)、各地區種類繁多的民間音樂和現代的流行音樂、電影音樂等。印度音樂的歷史可以追溯到三千多年前，和社會及宗教活動關係密切。

## 印度古典音樂
印度古典音樂是一套口傳心授、家族或師徒傳承的音樂體系，以拉格(Raga)為旋律調式的框架，塔拉(Tala)為節奏循環的模式，並加上持續低音(Drone)作為音樂的襯底。印度音樂除了著重音高(swara)，也著重裝飾音的技巧(alankar)。有名字的拉格有成千上萬，其中常用的也有七十種以上。塔拉為節奏的循環，從一拍到幾十拍的節奏型都有，不規則的節奏也頗為常用。而裝飾音的手法也有很多種，音與音之間以滑音來連結，音之前的裝飾音，環繞音上下曲折多變的裝飾音等等。
和現代西方音樂不同，西方音樂自從發明鍵盤樂器後，逐漸發展成十二個半音的平均律(Equal Temperament)，而印度古典音樂仍然用接近純律(Just intonation)的音律系音，印度古典音樂有自己一套唱名(sargam)，從低到高七個音是 Sa Re Ga Ma Pa Dha Ni，和西方的唱名(solfège)用途類似，但用法頗有不同。印度音樂亦強調微分音的差異，一個八度可以分為二十二個shruti，和西方的四分一音(quartertone)接近。
印度古典音樂最早的歷史可以追溯到公元前1500年，早期的婆羅門教吠陀經典，其中第三部Samaveda和比它更古老的Rigveda可以唱誦，是祭祀用的音樂。公元前200年出現了專述音樂理論的經典Natya Shastra，被認為是由神學家及音樂學家Bharata Muni所著。印度音樂隨著佛教東傳，傳播到絲綢之路上各地，影響所及遠至中國唐代的樂舞，東南亞的傳統音樂以至日本的雅樂。
由於印度北部在歷史上曾經多次受到外來民族的入侵，故此印度文化受到波斯、希臘、突厥和阿拉伯文化的影響，與印度原有的印度教文化融合，形成特有的北印度文化。印度音樂從十三世紀逐漸分為南北两派，北印度古典音樂，又音譯為印度斯坦音樂，或興都斯坦音樂(Hindustani Classical Music)；南印度古典音樂，又音譯為卡納提克音樂(Carnatic Classical Music)。

### 北印度古典音樂
北印度古典音樂，主要影響範圍包括印度北部、西部、東部、中部各地，及鄰近的孟加拉和巴基斯坦。自十三世紀開始北方和南方的音樂文化開始有差異，後來蒙兀兒帝國(1526-1827)統一了北方，外來的統治階層信奉伊斯蘭教及帶來波斯的音樂文化。而按照風格的差異，北印度古典音樂更可以細分為Dhrupad、Dhamar、Khyal、Tarana和Sadra等種類。
北印度的音樂尤其著重樂手的即興演奏，樂曲通常可以分為兩大部份：第一部份只有主奏樂器和持續低音的樂器，首先以「散序」(音譯「阿剌帕，alaap)開始，為自由節奏、無伴奏的樂段，探索拉格上每一個音的音色，之後開始「起拍」(音譯「佐特」，jor / jod)，有緩慢的拍子，接著逐漸加快，經過一段炫技的急板(thok-jhala)，到達高潮後稍作停頓，觀眾這時表示讚賞。此時主奏樂手邀請鼓手進入，開始第二部份，稱為「作品」(音譯「格蒂」，gat 或「班迪舒」(bandish)。「作品」是一個預先寫好的主旋律，而這一部份將會圍繞這個主旋律去即興，又可以細分為起承轉合的手法。呈示部(Sthaayi)將主旋律以中音區演奏，第二次重現(manjha)將主旋律變奏，探索低音區，第三次重現(antara)探索高音區，有時會加上第四次作為總結(abhog)。根據主旋律的速度又可以稱為慢板(Vilambit bandish)、中板(Madhyalaya bandish)、快板(Drut bandish)。樂曲的尾段為「急板」(音譯「家拉」，jhalla)，音密集而刺激，主奏者和鼓手互相對答。整個即興表演的長度往往可以幾十分鐘。

### 南印度古典音樂
南印度古典音樂自十五世紀開始了新的發展，而形成獨立的體系，被認為源於卡納塔克邦，故稱為卡納提克音樂。和北印度音樂相同的是，南印度音樂同樣以旋律和它的即興變奏為主，但南印度音樂的樂曲通常較短，即興的部份有所節制，但亦有散序(ragam/alapana)、起拍(thaalam)、主題(pallavi)三個部份。
南印度的音樂更著重人聲，而即使是器樂曲亦以摸仿人聲為主。南印度古典音樂和民間音樂、節慶音樂有較多互相影響，亦影響到今天寶萊塢的電影音樂。每逢十二月，在清奈都有六個星期的音樂節。
Purandara Dasa被認為是南印度古典音樂之父，除此之外，蒂亞格拉賈（Tyagaraja）、 Shyama Shastry 和 Muthuswami Dikshitar三位都是比較著名的南印度音樂家。

## 半古典音樂
印度有不少介乎印度古典音樂和民間音樂之間的曲種，包括有Thumri, Dadra, ghazal, Chaiti, Kajri, Tappa 和 Qawwali 等等。

## 民間音樂

### 泰戈爾詩歌
著名印度詩人泰戈爾(Rabindranath Tagore)創作了二千多首詩歌，這些泰戈爾詩歌(Rabindra Sangeet)被印度古典音樂和民間音樂吸收和應用，對於西孟加拉邦和孟加拉的影響最深，有不少當地的民間舞蹈亦以泰戈爾的詩歌伴奏。

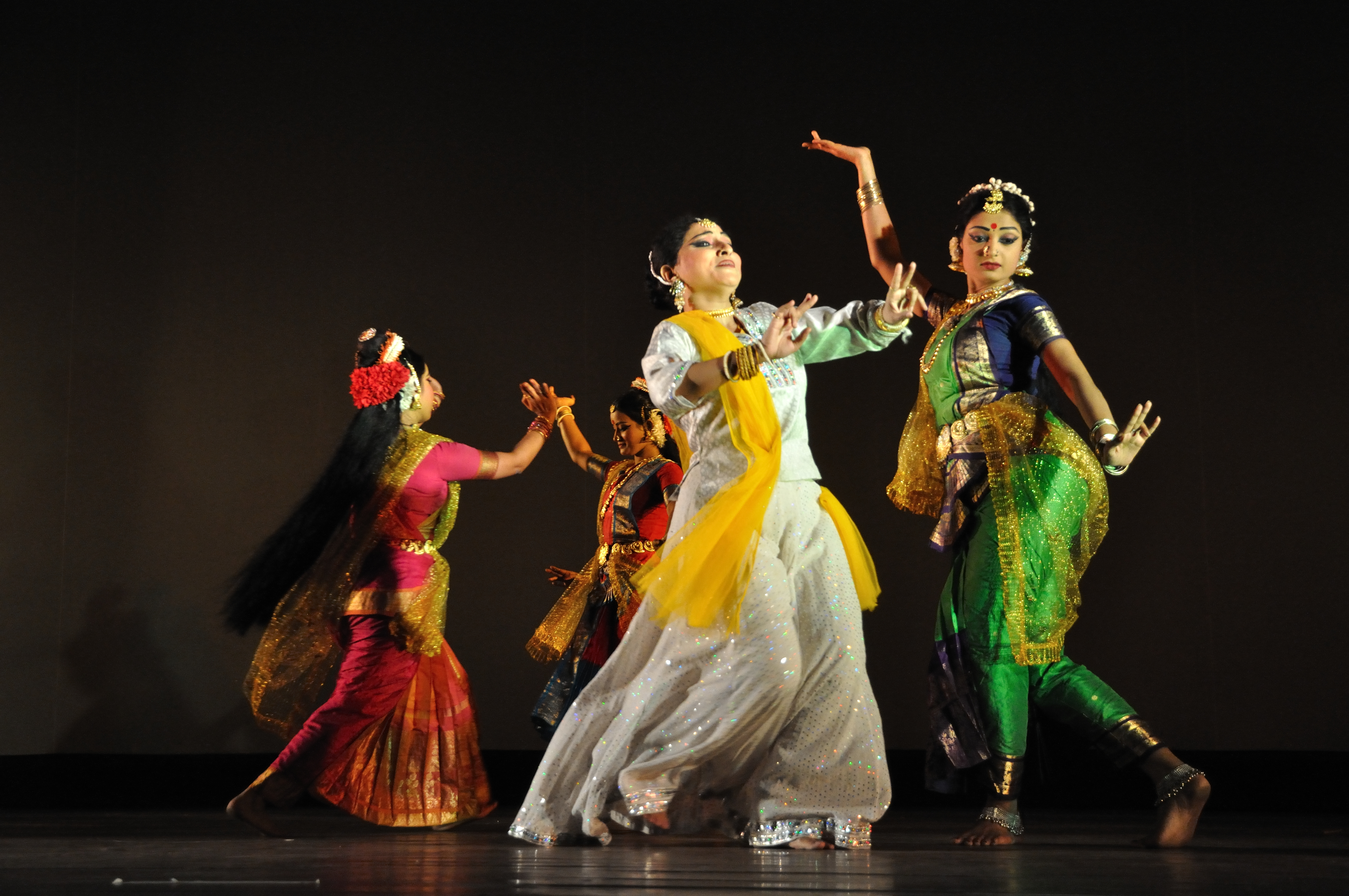
泰戈爾詩歌伴奏的舞蹈，加爾各答(2011)

### 阿薩姆碧湖音樂節
在印度東北部的阿薩姆(Assam)地區，每年春天四月都有碧湖(Bihu)音樂節。這是歌頌大自然的節日，第一天供奉乳牛及水牛，第二天是人的慶典，充滿節奏和活力，常用的樂器有多爾鼓(dhol)、水牛號角(pepa)和口簧(gogona)等。

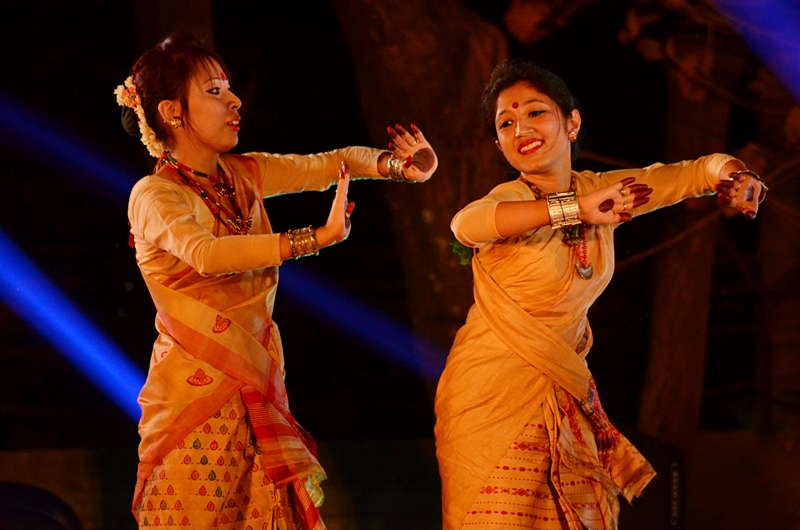
來自東北阿薩姆地區的舞者在南部大城市班加羅爾表演碧湖舞蹈

### 丹蒂亞舞蹈音樂
丹蒂亞(Dandiya)，又稱萊士(Raas)，是印度西部古吉拉特邦的民間傳統舞蹈，歌頌天神黑天(Krishna)和他的伴侶拉達(Radha)。民眾會手執兩根短的鼓棍，隨著音樂跳舞。

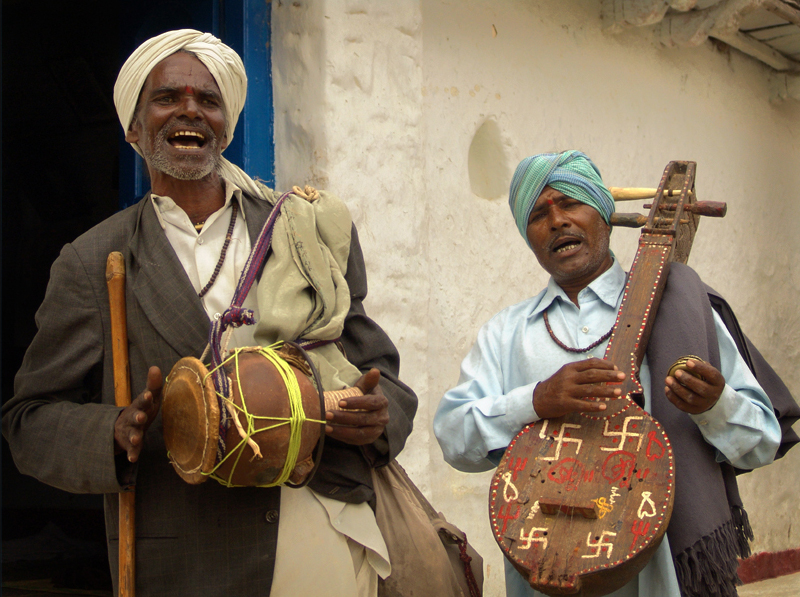
印度乡村歌手

### 反殖民歌曲
在英屬印度時期，出現了反對大英帝國殖民和社會主義的思潮，伴隨的是一些反殖民主義的歌曲，音譯為加拿桑結(Ganasangeet)。這些歌曲往往帶有西方進行曲的風格，但亦會用上印度傳統樂器，帶有印度本地的特色。

### 北阿坎德邦音樂
北阿坎德邦（Uttarakhandi）鄰近尼泊爾和西藏，在喜馬拉雅山山腳的位置，故此其音樂亦描繪山區的簡樸生活，有節日音樂、宗教音樂、說唱音樂等等，主要語言為庫矛語和嘉華語。

### 拉瓦尼音樂
拉瓦尼(Lavani)起源於馬哈拉施特拉邦和中央邦的乾旱地區。拉瓦尼的字源是「美」(Lavanya)的意思，多由女士演唱，但亦有少數男士會唱。音樂相伴的舞蹈叫它瑪莎(Tamasha)，女士都會身穿紗麗跳舞。

### 拉賈斯坦音樂
拉賈斯坦邦（Rajasthan）的音樂有很多種，音樂家的種姓有Langas, Sapera, Bhopa, Jogi和Manganiyar等。拉賈斯坦邦的音樂多被形容為帶有粗獷的喉音，有各種弦樂器器、敲擊樂器和木管樂器。

## 流行音樂

### 電影音樂
印度的電影音樂佔據了當地流行音樂七成以上的市場。印度電影很多時都會加插大量歌舞場面，既有傳統歌舞，亦有受現代西方流行曲和搖滾樂影響的音樂，形成獨特的寶萊塢音樂風格。以往有很多電影都有幕後代唱的歌手。近年最著名的印度電影音樂作曲家是A·R·拉曼，他為貧民百萬富翁(The Slumdog Millionaire)和127小時創作的電影音樂都獲得了奧斯卡最佳原創音樂獎。

### 和西方音樂的交流
不少西方的音樂家都鍾情於印度音樂，並把印度音樂融入到西方音樂。披頭四的結他手佐治·夏里遜曾經在樂曲挪威的森林中演奏錫塔琴，後來更向拉維·香卡學習錫塔琴。在七十至八十年代之間，西方更出現了受到印度風影響的拉格搖滾(raga rock)。
爵士樂色士風演奏者約翰·柯川受印度音樂拉格影響，開創了以調式即興演奏為主的莫達爾爵士樂。同樣是爵士樂大師的小號手邁爾士·戴維斯曾和一些印度音樂家合奏。
同時西方的流行音樂、搖滾樂、嘻哈音樂亦影響了印度本地的音樂。不少印度裔在英國及各地的移民，亦發展出其獨特的音樂風格，例如在英國的印度裔居民之間，近年很流行旁遮普(Punjabi)的民間舞蹈音樂邦拉(Bhangra)融合到嘻哈(hip-hop)音樂之中。

## 西方古典音樂
西方古典音樂對印度的影響較小，喜歡古典音樂的多數是基督教或帕西人的少數族群。印度有一名著名的指揮家祖賓·梅塔。美國小提琴演奏家耶胡迪·梅紐因曾經和錫塔琴演奏家拉維·香卡合作演出。

## 印度樂器
印度主要的樂器為撥弦、拉弦、敲擊和吹管樂器。很少大型樂隊，北印度古典音樂多數是三至四人的組合，由一至兩位獨奏者，加上鼓手和演奏持續低音的坦普拉(Tanpura)。而民間音樂的組合由一人到十多人不等，多用鼓樂。
撥弦樂器：
- 錫塔琴(sitar)，又譯作西塔爾，長頸、有可以移動品(frets)的撥弦樂器，共有六至七條演奏用的弦，有約十二條的共鳴弦，以手指套上鋼撥來撥弦，並有單葫蘆形的共鳴箱。拉維·香卡是西方較知名的錫塔琴演奏家。
- 維納琴(veena/vina)，在南北都流行，有分有品和沒有品的種類，演奏時比較平放在大腿上。
- 沙樂琴(sarod)，又譯作薩羅德，比錫塔琴略小的撥弦樂器，沒有品，故此方便大幅度的滑音，共有四至五條演奏用的弦，兩條持續低音的弦，和九至十一條共鳴弦。
- 坦普拉(tanpura/tempura)，貌似錫塔琴，沒有品，只有四至五條弦，通常用來彈奏持續低音。

拉弦樂器：
- 薩朗吉(sarangi)，沒有品，聲音低沉，常用來伴奏人聲，有三條拉奏用的弦，約三十六條共鳴弦。
- 艾斯拉吉(esraj)，在印度北部常見，拉弦樂器，有品，長柄。有一種相似的樂器叫迪爾魯巴琴(dilruba)。
- 小提琴(violin)，印度吸收了西方的小提琴，但用印度風格演奏，小提琴身向下斜倚，不用肩托，常在南印度古典音樂中擔任主奏。

吹管樂器：
- 班蘇里笛(bansuri)，是一種橫吹的竹笛，常見為六孔，比中國笛聲音柔和。
- 噴吉(pungi/bin)，是一種類似葫蘆絲的單簧樂器，街頭藝人吹蛇時演奏的樂器。
- 印度嗩吶(shehnai)，和波斯及中國的嗩吶近似的雙簧樂器，多用於婚禮、儀仗隊或廟宇。

敲擊樂器：
- 塔布拉鼓(tabla)，是一對一大一小的鼓，演奏鼓的不同部位可以發出不同音高，常用以伴奏北印度古典音樂。
- 木丹加鼓(mridangam)，長欖核型的鼓，橫放在腿上演奏，兩邊皆有鼓膜，一邊低音一邊高音，常用以伴奏南印度古典音樂。
- 多爾鼓(dhol)，民間音樂常用的鼓，可以懸掛在腰前，兩邊皆有鼓膜，以手或棍敲打，經常在節日、巡遊時見到。

鍵盤樂器：
- 手提管風琴(harmonium)，受西方影響，在十九世紀英屬印度時非常流行，用來伴奏歌唱，但因為無法演奏滑音和微分音，二十世紀開始較少用於北印度古典音樂。

## 著名音樂家
- 拉維·香卡
- A·R·拉曼